# Punys d'asfalt
Punys d'asfalt (títol original en anglès Fighting) és una pel·lícula dramàtica estatunidenca de 2009 dirigida per Dito Montiel i protagonitzada per Channing Tatum i Terrence Howard.

## Argument
Shawn MacArthur (Channing Tatum) arriba a Nova York amb les mans completament buides, sense diners, sense casa, sense res. Sobreviu venent objectes de marca falsificats pels carrers. El seu destí canvia quan l'estafador professional Harvey Boarden (Terrence Howard) s'adona que és molt bon lluitador de boxa. En Harvey, en qualitat de representant, introdueix en Shawn en el corrupte circuit de la boxa sense guants, allà on els rics aposten per peons intercanviables. En poc temps, es converteix en un lluitador estrella, arribant a tombar a boxejadors professionals. Però si en Shawn vol sortir-se'n del tenebrós món en què s'ha ficat, haurà de donar el que porta a dins per poder participar en una baralla més dura encara que pot fer perillar la seva vida.

## Repartiment
- Channing Tatum: Sean MacArthur
- Terrence Howard: Harvey Boarden
- Luis Guzmán: Martinez
- Brian White: Evan Hailey
- Flaco Navaja: Javon Wilkinson / Ray Ray
- Cung Le: Dragon Lee
- Zulay Henao: Zulay Velez
- Roger Guenveur Smith: Jack Dancing
- Anthony DeSando: Christopher Anthony
- Peter Tambakis: Z
- Michael Rivera: Ajax

## Crítica i guanys
Segons la pàgina d'Internet Rotten Tomatoes la pel·lícula ha obtingut un 41% de comentaris positius, arriba a la següent conclusió: "Encara que "Fighting" tingui un protagonista agradable i que les escenes de lluita siguin impressionants, el fil argumental es desinfla completament."
Segons el web Metacritic el film ha obteningut crítiques positives, amb un 61%, basat en 22 comentaris dels quals 10 són positius